# 新萨拉热窝
新萨拉热窝是波斯尼亚和黑塞哥维那实体之一波黑联邦薩拉熱窩州塞拉耶佛市的四个市镇之一。市镇面积为9.9平方公里，2013年人口数量为64,814人。

## 历史
如同新格拉德一样，新萨拉热窝也是1960及1970年代城市急剧发展和开发的结果。该市镇位于萨拉热窝平原的中部，主要在米利亚茨卡河北岸，新格拉德和岑塔尔之间。

## 人口
2013年人口普查时新萨拉热窝市镇有64,814名居民：
- 波族 – 48,188 (74.34%)
- 克族 – 4,639 (7.15%)
- 塞族 – 3,402 (5.24%)
- 其他 – 8,585 (13.24%)